# Ilha Solteira
Ilha Solteira este un oraș în São Paulo (SP), Brazilia.